# Β-Angelicalacton
β-Angelicalacton auch als Beta-Angelicalacton, β-AL, B-AL, 5-Methyl-2(5H)-furanon oder 2-Penten-4-olid bezeichnet, ist eine chemische Verbindung und ein ungesättigtes Lacton. Es ist ein Tautomer von α-Angelicalacton (α-AL, A-Al) und gehört zur Klasse der Butenolide, dies sind Dihydrofurane mit einer Carbonylgruppe am C2-Kohlenstoffatom. Beta-Angelikalacton liegt als Flüssigkeit vor und ist in Wasser teilweise löslich.

## Darstellung
Ludwig Wolff beobachtete 1885, dass größere Anteile des β-Isomers bei der Thermolyse von Lävulinsäure bei höheren Temperaturen erzeugt werden können.
Im sauren Medium lactonisiert Lävulinsäure durch Dehydrierung zu α-Angelikalacton (α-AL). Unter Einfluss einer Base oder Phosphorsäure isomerisiert α-AL zum konjugierten β-AL. Die Zugabe von Triethylamin verhindert dabei die Polymerisation.
Da dies eine Gleichgewichtsreaktion ist, entsteht ein Isomerengemisch. Das Gemisch kann durch fraktionierte Vakuum Destillation getrennt werden. Dell’Acqua und Kollegen zogen bei der Vacuum Destillation bei 6·10−2 mbar zuerst bei 38–42 °C eine α-AL-Isomer-reiche Fraktion ab. Sie kann zu dem Isomerisierungsschritt zurückgeführt werden. Die zweite Fraktion, die bei 45–50 °C abgetrennt wurde, enthielt eine Mischung mit einem Gehalt von 90 mol-% β-AL-Isomer. Die β-AL-Ausbeute betrug 88 %.
Im Gegensatz zu α-AL besitzt β-AL ein Stereozentrum. Als Ansatz zur enantioselektiven Synthese wurde folgendes berichtet: Enantiomerenanreicherung durch saure Katalyse (10 mol-% eines Cinchona-Alkaoids) in Dichlormethan liefert bei −20 °C und 60 h β-AL mit einer Ausbeute von 63 % und einem Reinheitsgrad von 90 %.
Weitere Syntheserouten für β-AL und Derivat-Routen der Angelicalacotone werden in den Artikeln von Lima et al. und Dell’Acqua beschrieben.

## Verwendung
β-AL kann zu einem Dien dimerisieren und zu acyclischen, verzweigten Polymeren mit Doppelbindung polymerisieren. Es entstehen Isopren, β-Myrcen und β-Farnesene; diese sind Ausgangsprodukte für die Cyclodimerisierung zu biobasierten Treibstoffmischungen für Düsenflugzeuge.